# Processed Beats
Singles de Kasabian
L.S.F. (Lost Souls Forever)
(2004) Cutt Off
(2005)
Pistes de Kasabian
Club Foot
(1) Reason Is Treason
(3)
Processed Beats est le quatrième single du groupe de rock britannique Kasabian publié le 11 octobre 2004 un mois après la sortie de l'album studio éponyme dont il est issu. Il se classe 17e au classement britannique des ventes de singles.

## Classement
| Classement musical             | Meilleure position |
| ------------------------------ | ------------------ |
| Royaume-Uni (UK Singles Chart) | 17                 |

## Liste des chansons
Toute la musique est composée par Sergio Pizzorno et Chris Karloff.
| 1. | Processed Beats                          | 3:19 |
| 2. | The Nightworkers                         | 3:16 |
| 3. | L.S.F. (Live @ Cabinet War Rooms)        | 3:28 |
| 4. | Processed Beats (Afrika Bambaataa Remix) | 3:42 |
| 5. | Clip vidéo                               |      |